# Lijst van rijksmonumenten in Ouderkerk aan den IJssel
De plaats Ouderkerk aan den IJssel telt 29 inschrijvingen in het rijksmonumentenregister. Hieronder een overzicht.
| Object | Oorspronkelijke functie?  | Bouwjaar                                            | Architect | Locatie                       | Coördinaten?                  | Nr.?   | Afbeelding |
| --- | ------------------------- | --------------------------------------------------- | --------- | ----------------------------- | ----------------------------- | ------ | --- |
| Gaaf bewaard dwarshuis onder pannen zadeldak, waarin dakkapellen met frontons en vleugelstukken. Deur met gestoken kalf en bovenlicht binnen een omlijsting van pilasters met hoofdgestel. Vensters met zesruitsschuiframen                                             | Woonhuis                  | midden 19e eeuw                                     |           | Dorpsstraat 11                | 51° 56' 10" NB, 4° 38' 7" OL  | 31978  | Meer afbeeldingen |
| Pand onder zadeldak, met gedeelte gepleisterde gevels, waarin vensters met 6-ruitsschuiframen en T-vensters | Woonhuis                  | 18e eeuw                                            |           | Dorpsstraat 17                | 51° 56' 8" NB, 4° 38' 3" OL   | 31979  | Meer afbeeldingen |
| Pand met puntgevel, waarin een top-sieranker. In de gevel vlechtingen en een zoldervenster met negenruitsschuiframen | Werk-woonhuis             | 17e eeuw                                            |           | Dorpsstraat 19                | 51° 56' 8" NB, 4° 38' 3" OL   | 31980  | Meer afbeeldingen |
| Herenhuis, met verdieping en schilddak, waarop twee schoorstenen met windkappen | Woonhuis                  | ca. 1800                                            |           | Dorpsstraat 21                | 51° 56' 8" NB, 4° 38' 3" OL   | 31981  | Meer afbeeldingen |
| Pand met ingezwenkte gevel, bekroond door een geprofileerde topdekplaat. Vensters met rode strekken in het Ysselstenen metselwerk. Aan de achterzijde een puntgevel met vlechtingen                                                                                     | Werk-woonhuis             | tweede kwart 19e eeuw                               |           | Dorpsstraat 25                | 51° 56' 7" NB, 4° 38' 2" OL   | 31982  | Meer afbeeldingen |
| Pand met gepleisterde puntgevel. Zeven sierankers, geprofileerde dekplaat op de top en zoldervenster met twaalfruitsschuifraam | Woonhuis                  | 17e eeuw                                            |           | Dorpsstraat 22                | 51° 56' 10" NB, 4° 38' 5" OL  | 31983  | Meer afbeeldingen |
| Pand met ingezwenkte gevel. In de top een dichtgezet ovaal venster; zoldervenster met twaalfruitsschuifraam | Werk-woonhuis             | 1686 (steen)                                        |           | Dorpsstraat 24                | 51° 56' 9" NB, 4° 38' 4" OL   | 31984  | Meer afbeeldingen |
| Pand met eenvoudige puntgevel. Vensters met rode strekken zes- en vierruitsschuiframen | Woonhuis                  | midden 19e eeuw                                     |           | Dorpsstraat 34                | 51° 56' 9" NB, 4° 38' 3" OL   | 31985  | Meer afbeeldingen |
| Nederlands Hervormde Kerk | Kerk en kerkonderdeel     | het koor circa 1430, schip en toren midden 15e eeuw |           | Kalverstraat 1                | 51° 56' 8" NB, 4° 38' 4" OL   | 31987  | Meer afbeeldingen |
| Boerderij. Rieten wolfdak; vensters met luiken en twaalfruitsschuiframen. Op het erf een stenen schuur met pannen zadeldak tussen puntgevels. Roedenberg | Boerderij                 | 18e of begin 19e eeuw                               |           | Lageweg 41                    | 51° 58' 5" NB, 4° 38' 45" OL  | 31988  | Meer afbeeldingen |
| Boerderij met rieten wolfdak en rechts uitgebouwde opkamer. Vensters met ontlastingsbogen en negen- en twaalf-ruitsschuiframen | Boerderij                 | 17e eeuw                                            |           | Lageweg 45                    | 51° 58' 8" NB, 4° 38' 50" OL  | 31989  | Meer afbeeldingen |
| Gepleisterd huis, met gevels waarin gekoppelde rondboogvensters in geprofileerde, houten omlijstingen | Woonhuis                  | ca. 1860                                            |           | IJsseldijk Noord 1            | 51° 56' 12" NB, 4° 38' 9" OL  | 31990  | Meer afbeeldingen |
| Boerderij met dwars woongedeelte onder rieten wolfdak. Het middendeel van de gepleisterde voorgevel is verhoogd tot een puntgevel. Vensters met zesruitsschuiframen en luiken                                                                                           | Boerderij                 | 18e eeuw                                            |           | IJsseldijk Noord 87           | 51° 56' 42" NB, 4° 38' 22" OL | 31991  | Boerderij met dwars woongedeelte onder rieten wolfdak. Het middendeel van de gepleisterde voorgevel is verhoogd tot een puntgevel. Vensters met zesruitsschuiframen en luiken |
| Boerderij onder rieten wolfdak. Uitgebouwde opkamer. In de voorgevel vlechtingen en stermotieven in het metselwerk. Sieranker. Vensters met luiken en zesruitsschuiframen. Recht op het erf een houten schuur met pannen zadeldak                                       | Boerderij                 | 18e eeuw                                            |           | IJsseldijk Noord 96           | 51° 56' 48" NB, 4° 38' 25" OL | 31992  | Meer afbeeldingen |
| Boerderij op T-vormige plattegrond. Pannen zadeldak, vensters met 6-ruitsschuiframen | Boerderij                 | eerste helft 19e eeuw                               |           | IJsseldijk Noord 122          | 51° 56' 59" NB, 4° 38' 27" OL | 31993  | Meer afbeeldingen |
| Boerderij onder rieten wolfdak. Puntgevel op het midden van de voorgevel. Vensters met ontlastingsbogen, halve-kruiskozijnen en luiken | Boerderij                 | 17e eeuw                                            |           | IJsseldijk Noord 252          | 51° 57' 37" NB, 4° 38' 35" OL | 31995  | Meer afbeeldingen |
| Boerderij onder rieten wolfdak. Gepleisterde muren links en uitgebouwde zijkamer. Sieranker; vensters met luiken en schuiframen met zes-,negen- en zestienruitsroedenverdeling                                                                                          | Boerderij                 | 17e of 18e eeuw                                     |           | IJsseldijk Noord 274          | 51° 57' 48" NB, 4° 38' 24" OL | 31996  | Meer afbeeldingen |
| Gaaf bewaard dwarshuis, onder zadeldak met dakkapel. Dubbele deur in omlijsting door pilasters met hoofdgestel. Vensters met luiken en zesruitsschuiframen | Bedrijfs-,fabriekswoning  | midden 19e eeuw                                     |           | IJsseldijk West 15            | 51° 56' 7" NB, 4° 37' 39" OL  | 31997  | Gaaf bewaard dwarshuis, onder zadeldak met dakkapel. Dubbele deur in omlijsting door pilasters met hoofdgestel. Vensters met luiken en zesruitsschuiframen                    |
| Boerderij. Gepleisterd dwarshuis met hoog zadeldak, waarin dakkapellen met getoogde vensters. Gesneden deur met bovenlicht, waarin levensboom. Vensters met zesruitsschuiframen. Houten kroonlijst. Schuur van gepotdekselde houten delen onder zadeldak. Twee hekpalen | Boerderij                 | midden 19e eeuw                                     |           | IJsseldijk West 71            | 51° 55' 54" NB, 4° 37' 24" OL | 31998  | Meer afbeeldingen |
| Boerderij onder rieten wolfdak. In de voorgevel vlechtingen en ontlastingsbogen | Boerderij                 | 17e eeuw                                            |           | IJsseldijk West 73            | 51° 55' 53" NB, 4° 37' 21" OL | 31999  | Boerderij onder rieten wolfdak. In de voorgevel vlechtingen en ontlastingsbogen                                                                                               |
| Baarhuisje in Neoclassicistische stijl | Begraafplaats en -onderdl | 1850-1870                                           |           | IJsseldijk Noord tegenover 67 | 51° 56' 30" NB, 4° 38' 22" OL | 512187 | Meer afbeeldingen |
| Grafmonument in Neoclassicistische stijl | Begraafplaats en -onderdl | 1883                                                |           | IJsseldijk Noord tegenover 67 | 51° 56' 30" NB, 4° 38' 20" OL | 512188 | Meer afbeeldingen |
| Gietijzeren hekwerk | Erfscheiding              | 1850-1875                                           |           | IJsseldijk Noord tegenover 67 | 51° 56' 30" NB, 4° 38' 20" OL | 512189 | Meer afbeeldingen |
| Boerderij van het langhuistype is gebouwd in Traditioneel Ambachtelijke stijl | Boerderij                 | 1905                                                |           | Oudelandseweg 18              | 51° 56' 5" NB, 4° 41' 9" OL   | 512191 | Meer afbeeldingen |
| Vrijstaande paardenstal met koetshuis | Boerderij                 | 1924                                                |           | Oudelandseweg bij 18          | 51° 56' 5" NB, 4° 41' 9" OL   | 512192 | Meer afbeeldingen |
| Vrijstaande varkensstal op een rechthoekige plattegrond | Boerderij                 | 1900                                                |           | Oudelandseweg bij 18          | 51° 56' 5" NB, 4° 41' 9" OL   | 512193 | Meer afbeeldingen |
| Hooiberg | Boerderij                 | 1900                                                |           | Oudelandseweg bij 18          | 51° 56' 5" NB, 4° 41' 9" OL   | 512194 | Meer afbeeldingen |
| Enkele ijzeren ophaalbrug van het Hollandse type met een bruggenhoofd van ijsselsteen met hardstenen blokken en een bruggenhoofd van beton | Brug                      | 1888                                                |           | over de ringvaart             | 52° 0' 4" NB, 4° 43' 37" OL   | 512197 | Meer afbeeldingen |
| Dijkhuis op rechthoekige plattegrond, bestaande uit twee bouwlagen met kelder en onderverdieping | Dienstwoning              | 1885                                                |           | IJsseldijk West 35            | 51° 56' 8" NB, 4° 37' 33" OL  | 512198 | Meer afbeeldingen |